# Apokalipsa (Stanko Majcen)
Enodejanka Apokalipsa je najbolj ekspresionistična drama Stanka Majcna. Prvič jo je uprizorilo 19. aprila 1975 Slovensko stalno gledališče Trst. 

## Dogajanje
Apokalipsa je dramska vizija. Konec sveta, naslovna beseda, je eno od gesel ekspresionizma in s tem tudi napoved rojstva novega. Strogo uveljavlja enotnost kraja časa in dejanja, ves čas imamo en kolektivni prostor (množica v predsmrtni grozi).
Drama je polna grotesknosti, absurdnosti, biblijske apokaliptičnosti. Ljudje razmišljajo o smrti, bolje rečeno o usmrtitvi, o izdajstvu in izdajalcu. Je izredno psihološko napeta, kar nakažeta molk in krik. Dramatičnost situacije odpira pogled v golo bitnost posameznih oseb.

### Osebe
V drami ni imen, karakter zamenja tip, človek kot nosilec nekega duševnega stanja. Osebe so poimenovane  po poklicu (profesor, pop, študent) ali po svoji lastnosti (plahi človek, preprosti človek, bleda ženska, speča ženska, blazna ženska). Štirje, ki bodo obsojeni, dobijo proti koncu tudi svoja lastna imena. Vsi so skrajno vznemirjeni, prestrašeni, obupani, bojijo se za življenje. To jih združuje v množico.

### Dogajalni čas in prostor
Dogajalni čas je vojni čas, dogajalni prostor pa je: "Štirikotno vlažno dvorišče sredi velikega golega poslopja. Pred lisastim ometom desne stene voz, naložen s smetmi. Pred vozom prevrnjeni zaboji. Ob levi steni klopi. V vseh treh stenah dvoje vrst oken. Na dvorišču okrog trideset ljudi, ki stoje, sede, poležavajo, hodijo nestrpno sem in tja. Nekateri se še niso zavedeli ... Vojaška patrulje so jih polovile, in kjer so bili in kakor so bili, bo jih segnale na ta kraj, kjer čakajo na zasliševanje. V prvem nadstropju zadnje stene dvorana z okni na dvorišče. Tu je začasno nastanjeno vojaško sodišče, nagli. Svetilke v dvorani gore, čeprav je še dan. Vhod sredi zadnje sobe."

### Didaskalije in dialog
Didaskalije so prisotne v oklepajih na začetku pri opisu dogajalnega prostora in tudi med samim besedilom, ki opisujejo premikanje, pozicijo oseb ter njihova trenutna oziroma naslednja dejanja. Pojavlja se glasni govor, monologe popa pa spremljajo medklici dramskih oseb. Na začetku prevladuje dialog med osebami, čeprav se največkrat sploh zares ne slišijo in vsak zase govori in razmišlja, dramski liki vsaj delno uporabljajo notranji samogovor.

### Dramski in dramatikov subjekt
Stavki oseb so kratki, nedokončani, kar je tudi značilnost ekspresionizma. "Pop (se med vso epizodo drži sredi dvorišča. Sedi na zaboju in govori z monotonim, ekstatičnim glasom. Mlad, zelen v obraz, z redko brado okrog čeljusti. V škornjih, ki so obrozgani do kolen)". Ker pa imajo liki obča imena, gre za grozo človeštva in ne za grozo posameznika. Človeški odnosi so razkrojeni, človek kot posameznik je izgubljen. V drami ni apokaliptičnega konca, oziroma je samo delno apokaliptičen, ko nasilni človek že od začetka drame kriči, da Bogi ni in simbolno umori krščanstvo, ko zadavi popa.

## Kritike
Taras Kermauner v delu Majcnova dramatika (1992) pravi:
- "Apokalipsa konča s tragedijo te vrste, da človeka ne ubijajo le sovražne vojske, ampak se ljudje iz iste etnične in celo uporniške grupe ubijajo sami med sabo. Ne druži jih dovolj močna ideologija oz. vera, da bi lahko premagali obup, strah pred smrtjo; ga preosmislili v zmago nad smrtjo." (Majcen 1992: 184)
- "Pomen Apokalipse je, da tako nazorno in radikalno pokaže, kaj se zgodi, če odpove solidarnost. Vprašanje pa je, ali je solidarnost med ljudmi - v trpeči grupi - mogoče doseči le po poti superideolgizacije, re-sakralizacije, kar nujno vodi v totalitarizem? Ali ni poti in rešitve v dejavnosti krščanske ljubezni?" Naprej pa tako: "Apokalipsa je zadnja Majcnova drama, ki jo je napisal v prvem ustvarjalnem obdobju. V Apokalipsi je dosegel platformo krščanskoreligioznega in zapustil platformo estetskega." (Majcen 1992: 185)

France Koblar v delu Slovenska dramatika (1973) pravi:
- "Majcen se ogiba, da bi oblikoval lepoto ali dramatičnost kot prilastek stvari, marveč mu gre predvsem za resničnost. Resničen je človek v svojem neposrednem bivanju, lepa ali nelepa, očitna ali prikrita, skrivnostna ali grozna so stanja ali dejanje, v katerem se razodeva ves človek. O tem posebej priča vojna enodejanka Apokalipsa."

## Gledališke uprizoritve
- 1975, Slovensko stalno gledališče Trst.
- 1987, režija Matjaž Zupančič. AGRFT.